# Albert Barth (Politiker)
Albert Adolf Barth (* 27. November 1856 in Wimpfen am Berg; † 22. Juni 1914 in Willsbach) war ein deutscher Landwirt und Politiker.

## Leben
Barths Eltern waren der Bürgermeister Johann Dietrich Barth und Jakobina Caterina Klenk.
Barth war Landwirt und Mitglied des Gemeinderats in Willsbach. Er war Mitglied und seit 1906 stellvertretender Vorsitzender des Bunds der Landwirte in Württemberg.
1906 kandidierte Barth im Wahlkreis Weinsberg für die Abgeordnetenkammer der Württembergischen Landstände und gewann die Wahl gegen den bisherigen Mandatsinhaber, den Stuttgarter Bauunternehmer Reinhold Cleß. Bei der Wahl 1912 war er schwer erkrankt und kandidierte nicht mehr.

## Familie
1885 heiratete Barth Anna Karolina Lisette Rudolph (1863–1944). Aus der Ehe gingen drei Kinder hervor, darunter die Tochter Julia Lina Barth (1886–1940), die 1913 Hans Hege heiratete, der damals auf dem Willsbach benachbarten Breitenauer Hof lebte.